# Interlachen
Interlachen – miasto w Stanach Zjednoczonych, w stanie Floryda, w hrabstwie Putnam.